# Brugda
Die Brugda (norwegisch für Riesenhai) ist ein Gebirgskamm im ostantarktischen Königin-Maud-Land. In der Gjelsvikfjella erstreckt er sich auf der Südflanke der Mayrkette in ostsüdöstlicher Richtung.
Erste Luftaufnahmen der Formation entstanden bei der Deutschen Antarktischen Expedition 1938/39 unter der Leitung des Polarforschers Alfred Ritscher. Norwegische Kartografen, welche den Gebirgskamm auch benannten, nahmen anhand von Luftaufnahmen und Vermessungen der Norwegisch-Britisch-Schwedischen Antarktisexpedition (1949–1952) und Luftaufnahmen der Dritten Norwegischen Antarktisexpedition (1956–1960) eine Kartierung vor.